# Emerich Roth
Emerich Roth (Vynohradiv, 28 de agosto de 1924-Estocolmo, 22 de enero de 2022) fue un autor, conferencista y trabajador social sueco-checoslovaco que ha trabajado en la difusión de información sobre el racismo, la violencia y las atrocidades nazis.

## Biografía
Roth creció en Checoslovaquia con cuatro hermanas menores en una ciudad de 15.000 habitantes. Cuando los nazis llegaron a la ciudad, los 3.000 judíos de la ciudad fueron forzados primero a mudarse a un gueto improvisado, antes de que llegara la orden de mudarse a "trabajar por un tiempo más corto en otro país". Después de varios días de transporte por tren en carros de ganado superpoblados sin agua ni comida, el tren llegó a Auschwitz-Birkenau.
La madre de Roth y dos de sus hermanas pequeñas Magdalena, de 12 años, y Judit, de 10, fueron llevadas inmediatamente a las cámaras de gas, mientras que su padre, sus hermanas Edit, de 17 años, y Elisabeth, de 15, y el propio Emerich fueron llevados a campos de trabajo. Su padre fue asesinado durante una de las marchas de la muerte al final de la guerra, y su hermana Edit murió en otro campo.
Roth estuvo preso en cinco campos de concentración diferentes, y sólo él y su hermana Elisabeth sobrevivieron. Después de la guerra, Emerich estaba en mal estado, medía 175 centímetros de largo y pesaba solo 34 kilos. Estuvo en el hospital y recibió una carta de alguien con el mismo apellido, que era su primo. La carta decía que su hermana había sobrevivido y estaba en Suecia.
Vino a Suecia en diciembre de 1950 y se entrenó y trabajó durante 30 años como trabajador social. Durante estos años eligió no contar sus experiencias, pero fue muy influenciado por una manifestación nazi en Estocolmo en 1992.
Desde 1993 ha visitado al menos 1.600 escuelas en toda Suecia con el objetivo de contrarrestar el racismo. Es uno de los fundadores de la Asociación de Sobrevivientes del Holocausto. En 1994 fundó la Fundación Emerich, una organización sin fines de lucro, que tiene por objeto alentar a los jóvenes a realizar "actividades que contrarresten la violencia y la xenofobia y allanen el camino hacia un entorno escolar agradable y humano".
Emerich Roth ha publicado varios libros sobre el tema de la violencia y el racismo, entre ellos Emerich är mitt namn: Hatet, förnedringen, kärleken (Mi nombre de Emerich: odio, humillación, amor). También ha protagonizado muchos documentales grabados en vídeo y películas educativas.

## Premios
Ha recibido varias recompensas por su labor de información sobre el racismo y el abuso.
- H. M. La Medalla del Rey, tamaño 8 en cinta azul (1998)[8]
- Premio Nelson Mandela de la ciudad de Estocolmo (2008)[9]
- Premio conmemorativo de Karin y Ernst August Bångs (1997)[9]
- Svenska Hjältars pris (2012)[10]
- Premio Raoul Wallenberg (2015)[11][9]
- Premio Olof Palme (2017)[12]
- Sokratespriset (2019) (compartido con Hédi Fried)[13]